# Kostelec na Hané
Kostelec na Hané település Csehországban, a Prostějovi járásban. Kostelec na Hané Bílovice-Lutotín, Mostkovice, Smržice, Stařechovice, Čelechovice na Hané és Hluchov településekkel határos. Lakosainak száma 2860 fő (2024. január 1.).

## Népesség
A település lakosságának változását az alábbi diagram mutatja:
| Lakosok száma | 1365 | 1745 | 2274 | 2499 | 2785 | 2724 | 2911 | 2951 | 2861 | 2860 |
|               | 1869 | 1890 | 1921 | 1950 | 1980 | 2001 | 2017 | 2019 | 2022 | 2024 |